# Ковила пірчаста
Ковила́ пірча́ста (Stipa pennata) — багаторічна рослина родини тонконогових. Вид занесений до Червоних книг України та Польщі.. Формація ковили пірчастої занесена до Зеленої книги України. Декоративна та кормова культура.

## Назва
Українську і латинську видові назви, які є синонімами, ця рослина отримала через особливу форму остюка, схожу на тоненький стрижень, вкритий пухнастими волосками. Окрім пухнастого вигляду ковилу називають пірчастою ще й через спосіб розповсюдження плодів: вони переносяться вітром так же легко, як і летюче пір'я птаха. На вигляд остюків вказують і деякі народні назви: наприклад, французи називають цю рослину «Волосся янголів».

## Опис

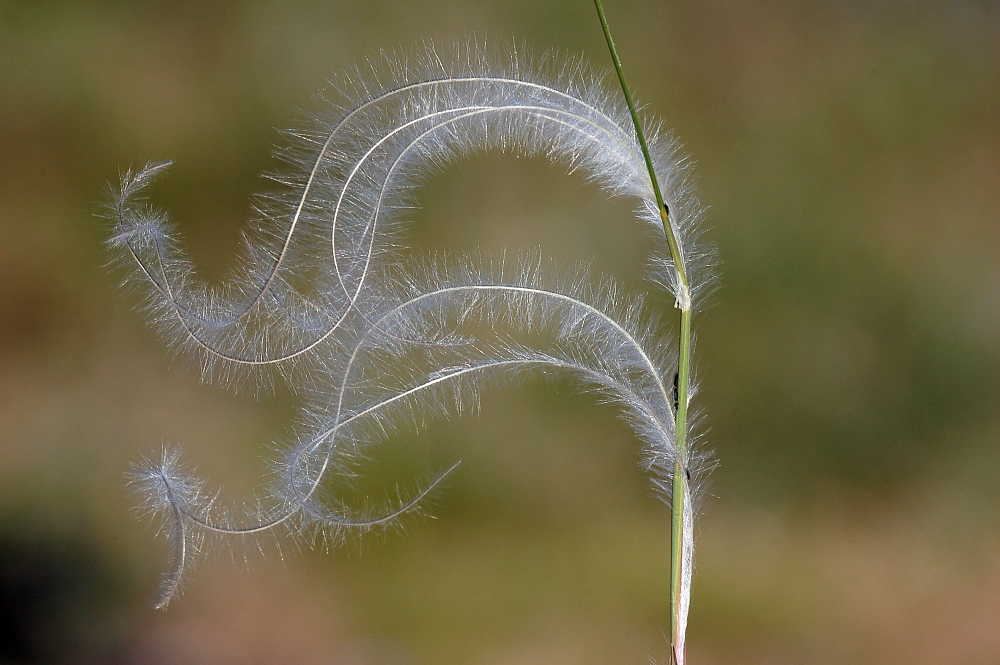
Остюки ковили пірчастої великим планом

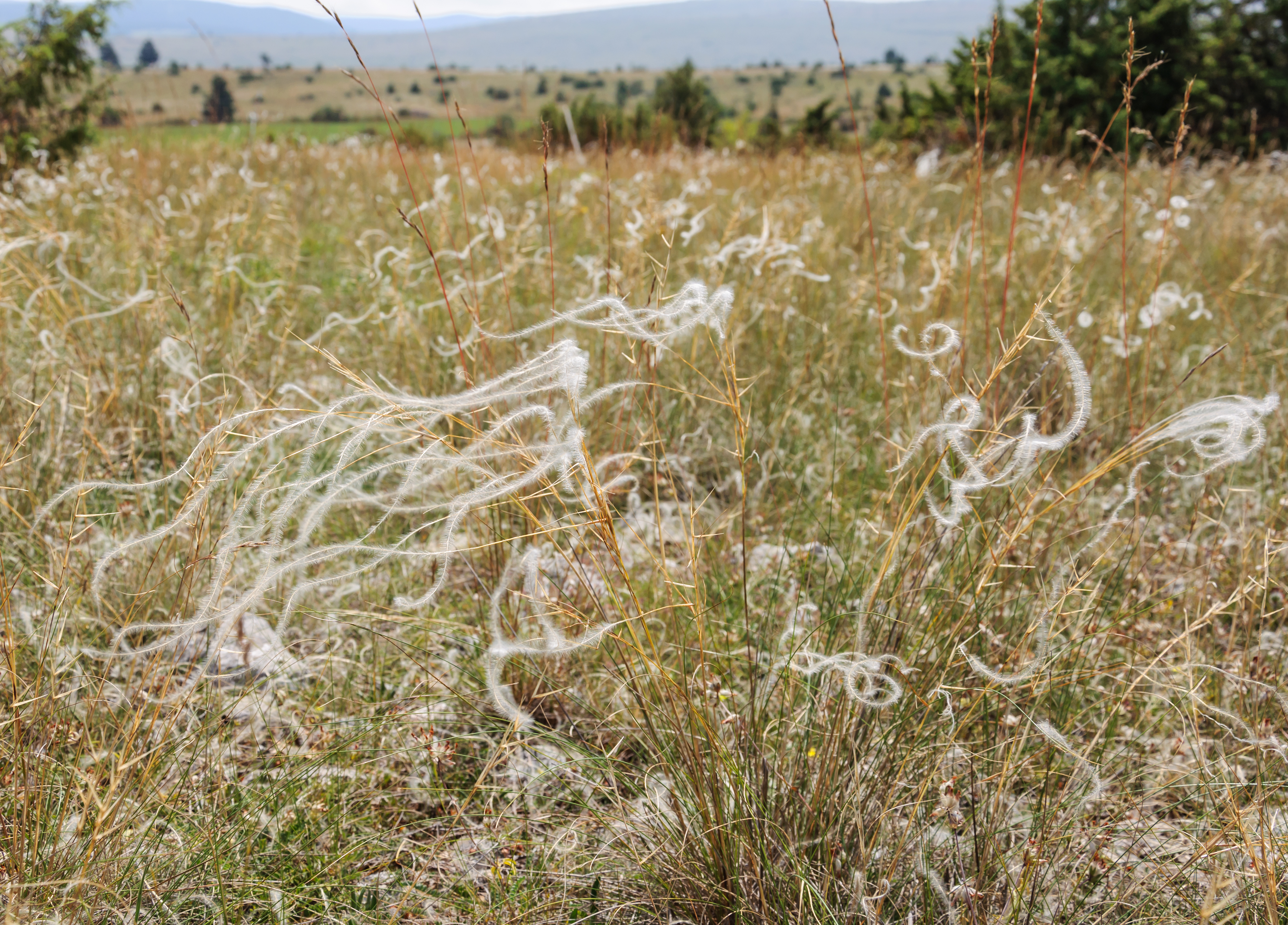
Типовий екотоп ковили пірчастої (Франція)

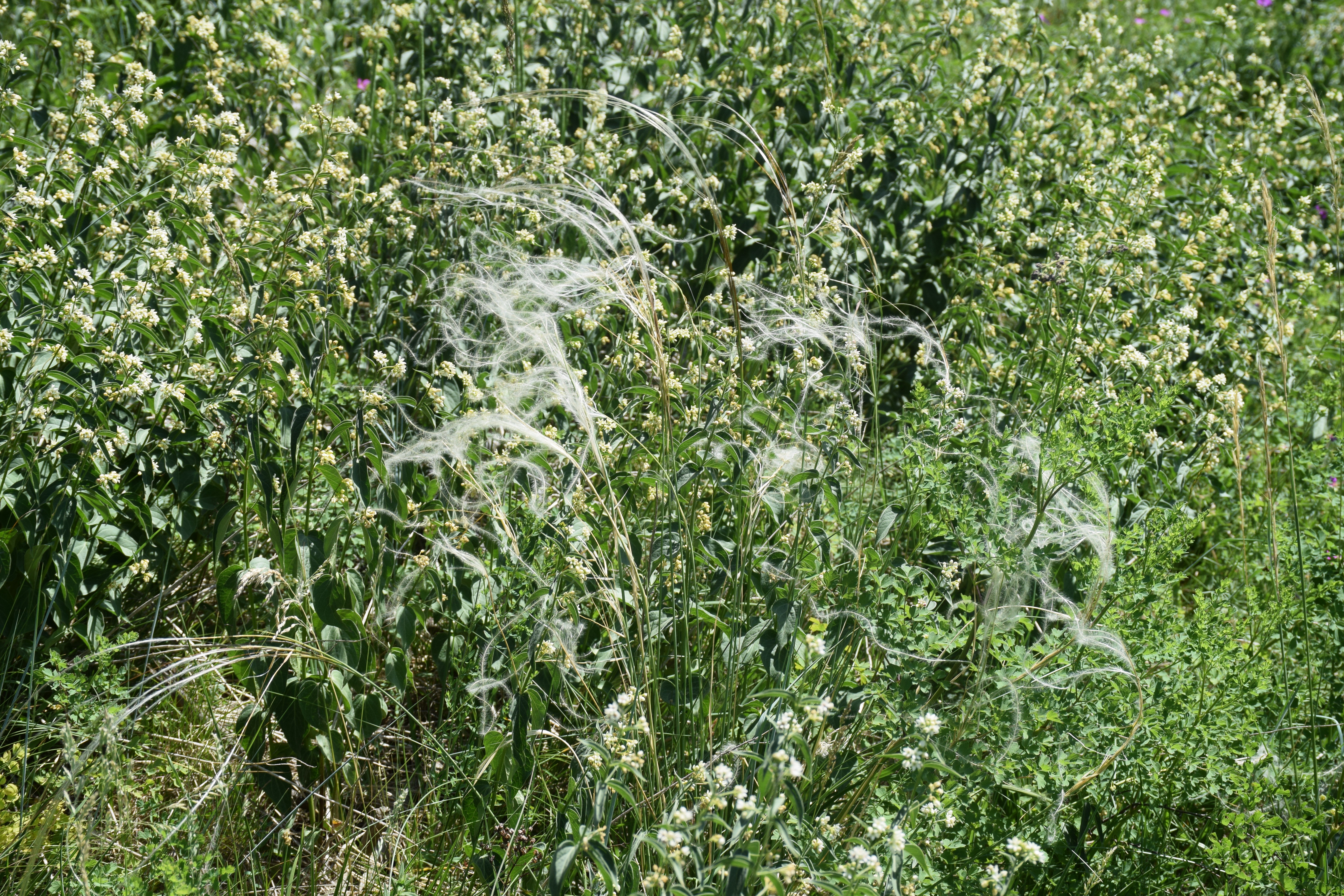
У НПП «Кременецькі гори»

Трав'яниста рослина 40-70 см заввишки, гемікриптофіт. Коренева система мичкувата. Листки голі, в сухому стані згорнуті, 0,8-1 мм в діаметрі, у розгорнутому вигляді 0,9-2,3 мм завширшки. Молоді листки мають на кінчику китичку волосків, яка легко відпадає. Язички у листків генеративних пагонів 2-3 мм завдовжки, а у вегетативних — 1-2 мм.
Суцвіття — вузька, стиснута волоть 10-20 см завдовжки. Нижня квіткова луска 19-21 см завдовжки, дві крайові смужки волосків не доходять до основи остюка. Остюк білопірчастий, двічі колінчастозігнутий, 25-43 см завдовжки. Плід — веретеноподібна зернівка завдовжки 12-15 мм. Після достигання плодів остюк набуває трохи звивистої форми.

## Екологія
Вид світлолюбний і посухостійкий, але в порівнянні з іншими видами ковили краще переносить помірне зволоження. Ця особливість дозволяє ковилі пірчастій зростати у лучних степах лісостепової зони, що в цілому нехарактерно для представників роду. Показово, що у південних районах популяції ростуть переважно на північних схилах. Едифікаторного значення набирає на плакорних ділянках з потужними малогумусними чорноземами, рідше — на кам'янистих схилах з виходами на поверхню карбонатних порід.
Розмножується насінням. Квітне у травні-червні. Запилення відбувається за допомогою вітру. Плодоносить у червні. Зернівка заглиблюється в ґрунт під дією дощової вологи і обертальних рухів пірчастого остюка.

## Поширення
Ареал ковили пірчастої надзвичайно широкий і охоплює лісостепові й степові зони Євразії і (частково) Африки. На заході його межа проходить через Францію і Балкани, на півдні — через Північну Африку, Закавказзя, Середню Азію, Монголію, на півночі — через Швецію і південь Сибіру, на сході — через Забайкалля і Китай.
В Україні трапляється майже по всій території за виключенням Закарпаття і деяких районів Полісся. Особливо численні популяції на Лівобережжі, на заході ковила пірчаста найчастіше трапляється на Волино-Подільській височині.

## Значення і статус виду

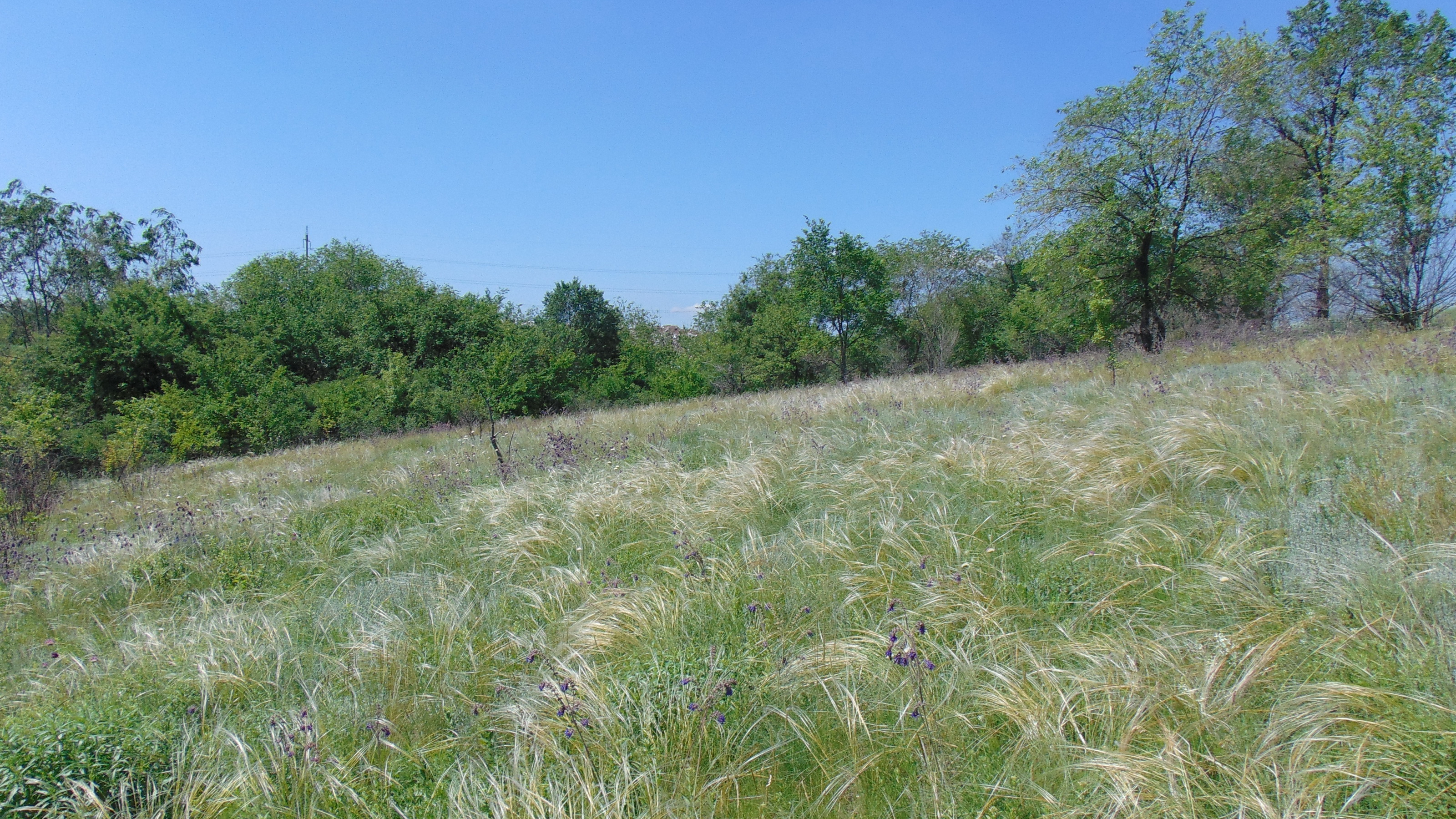
Формація ковили пірчастої. Запорізьке Правобережжя

У цілому ковила пірчаста є одним з найвідоміших і найпоширеніших представників роду. Українські популяції невеликі за розміром, але у цілинних степах ковила нерідко домінує, утворюючи суцільний покрив. Загрозами для виду є розорювання степів та нераціональне природокористування — надмірне випасання, забудова, забруднення степів, часті пали. Рослина охороняється в наступних заповідниках і національних парках: Українському степовому, Луганському, «Медобори», «Подільські Товтри», «Святі Гори», "Кременецькі гори". За межами України вид знаходиться під охороною у Німеччині та Польщі.
Ковила пірчаста є добрим кормом для коней і овець. Цей вид часто використовують в ландшафтному дизайні, квіти збирають для аранжування сухих букетів. В Україні цю рослину можна побачити в колекції Донецького ботанічного саду.

## Синоніми
| - Stipa pennata var. anomala (P.A.Smirn.) Tzvelev - Stipa pennata var. appendiculata Celak. - Stipa pennata var. appendiculata Čelak. - Stipa pennata var. araxensis (Grossh.) Freitag - Stipa pennata f. asperior Podp. - Stipa pennata subsp. austriaca (Beck) Martinovský & Skalický - Stipa pennata var. austriaca Beck - Stipa pennata var. breviglumis Maire - Stipa pennata var. dasyphylla Lindem. - Stipa pennata subsp. dasyvaginata (Martinovský) O.Bolòs & Vigo - Stipa pennata subsp. dvorakii Martinovský & Moraldo - Stipa pennata subsp. eriocaulis (Borbás) Martinovský & Skalický - Stipa pennata var. gallica Steven - Stipa pennata f. gallica (Steven) Brand - Stipa pennata f. glaucescens Novak - Stipa pennata var. grafiana (Steven) Linden - Stipa pennata subsp. grafiana (Steven) Kneuck. - Stipa pennata subsp. iberica (Martinovský) O.Bolòs, Masalles & Vigo - Stipa pennata var. iberica (Martinovský) O.Bolòs & Vigo - Stipa pennata subsp. joannis (Celak.) K.Richt. - Stipa pennata subsp. joannis (Čelak.) Pacz. - Stipa pennata var. joannis (Čelak.) Asch. & Graebn. - Stipa pennata subsp. kiemii Martinovský - Stipa pennata subsp. kirghisorum (P.A.Smirn.) Freitag - Stipa pennata f. krauseana Asch. & Graebn. - Stipa pennata var. krausiana Asch. & Graebn. | - Stipa pennata subsp. lejophylla (P.A.Smirn.) Tzvelev - Stipa pennata var. lessingiana (Trin. & Rupr.) Richt. - Stipa pennata subsp. lithophila (P.A.Smirn.) Martinovský - Stipa pennata subsp. mediterranea (Trin. & Rupr.) Asch. & Graebn. - Stipa pennata var. mediterranea Trin. & Rupr. - Stipa pennata var. minor Boiss. - Stipa pennata var. neomexicana Thurb. - Stipa pennata var. okensis (P.A.Smirn.) Tzvelev - Stipa pennata var. pauneroana (Martinovský) O.Bolòs & Vigo - Stipa pennata f. penicillifera Pacz. - Stipa pennata var. pontica (P.A. Smirn.) Hayek - Stipa pennata var. puberula (Podp. & Suza) Kubát - Stipa pennata subsp. pulcherrima (K.Koch) Á.Löve & D.Löve - Stipa pennata var. pulcherrima (K.Koch) Asch. & Graebn. - Stipa pennata f. pulcherrima (K. Koch) Brand - Stipa pennata var. pulcherrima (K. Koch) Halácsy - Stipa pennata var. pulcherrima (K. Koch) Beck - Stipa pennata var. rigida (Roshev.) Tzvelev - Stipa pennata f. sabulosa Pacz. - Stipa pennata subsp. sabulosa (Pacz.) Tzvelev - Stipa pennata var. stenophylla Lindem. - Stipa pennata var. tirsa (Steven) Novák - Stipa pennata subsp. tirsa (Steven) Kneuck. - Stipa pennata var. tirsa (Steven) Čelak. - Stipa pennata var. valida Asch. & Graebn. - Stipa pennata subsp. zalesskii (Wilensky) Freitag |